# Oriveden-Pyhäselän saaristot
Oriveden-Pyhäselän saaristot este o arie protejată (arie specială de conservare — SAC, sit de importanță comunitară — SCI) din Finlanda întinsă pe o suprafață de 15.938 ha, integral pe uscat.

## Localizare
Centrul sitului Oriveden-Pyhäselän saaristot este situat la coordonatele 62°25′08″N 29°42′23″E / 62.4189°N 29.7064°E.

## Înființare
Situl Oriveden-Pyhäselän saaristot a fost declarat sit de importanță comunitară în august 1998 pentru a proteja 2 specii de animale. Situl a fost protejat și ca arie specială de conservare în aprilie 2015.

## Biodiversitate
Situată în ecoregiunea boreală, aria protejată conține 5 habitate naturale: Mlaștini turboase de tranziție și turbării mișcătoare, Taiga vestică, Păduri fino-scandinave bogate în ierburi cu Picea abies, Păduri de conifere pe eskere fluvioglaciare sau legate la acestea, Mlaștini împădurite.
La baza desemnării sitului se află mai multe specii protejate de  mamifere (2): veveriță zburătoare siberiană (Pteromys volans), Pusa hispida saimensis.
Pe lângă speciile protejate, pe teritoriul sitului au mai fost identificate 1 specie de plante, 5 specii de păsări, 3 specii de mamifere, 1 specie de pești.